# Autodesk
Autodesk, Inc. – amerykańskie przedsiębiorstwo zajmujące się tworzeniem oraz serwisem oprogramowania komputerowego przeznaczonego dla przedsiębiorstw produkcyjnych. Autodesk znajduje się na liście Fortune 1000 magazynu Fortune.

## Historia
Autodesk stworzył w 1982 roku wraz z 12 wspólnikami John Walker. Początkowo siedzibą firmy było Mill Valley w Kalifornii. Obecnie główna siedziba znajduje się w San Rafael w Kalifornii. Pierwszym produktem stworzonym przez Autodesk był program AutoCAD działający pod 8-bitowym systemem operacyjnym CP/M. To oprogramowanie typu CAD pozwalało użytkownikowi na tworzenie prostych rysunków technicznych oraz drobnych projektów. W 2002 roku zakupił od Revit Technologies z Massachusetts parametryczny model oprogramowania Revit za 133 mln USD. W styczniu 2006 roku Autodesk wykupił firmę Alias Systems Corporation zajmującą się grafiką 3D za 197 mln USD.

## Organizacja i produkty
Przedsiębiorstwo jest podzielone na sześć mniejszych specjalistycznych dywizji:
- Manufacturing Solutions Division (MSD), dywizja ta zajmuje się produkcją:
  - Autodesk Inventor
  - AutoCAD Mechanical
  - Autodesk Vault
- Infrastructure Solutions Division (ISD), dywizja ta zajmuje się produkcją:
  - Autodesk Map 3D
  - Autodesk Land Desktop
  - Autodesk Civil3D
  - Autodesk MapGuide
  - MapGuide Enterprise
  - Seria produktów Topobase
- Building Solutions Division (BSD), dywizja ta produkuje:
  - AutoCAD Architecture (dawniej Autodesk Architectural Desktop)
  - AutoCAD MEP (dawniej Autodesk Building Systems)
  - Revit Architecture (dawniej Autodesk Revit Building)
  - Revit Structure
  - Revit Systems
- Media and Entertainment Division (M&E), dywizja ta zajmuje się produkcją:
  - Maya
  - 3DS Max
  - Mudbox
  - Arnold
  - ReCap Pro
  - MotionBuilder
  - Gmax
  - Viz
  - Edit
  - Flint
  - Flame
  - Inferno
  - Smoke
  - Fire
  - Lustre
  - Combustion
  - Cleaner
  - Autodesk Toxik
- Platform Technology Division (PTD), dywizja ta zajmuje się produkcją sztandarowych produktów Autodesk:
  - AutoCAD
  - AutoCAD LT.
- Location Based Services Division (LBS)